# Маље Хостје
Маље Хостје (слч. Malé Hoste) насељено је мјесто са административним статусом сеоске општине (слч. obec) у округу Бановце на Бебрави, у Тренчинском крају, Словачка Република.

## Становништво
| Година:    | 1994. | 2004.   | 2014.   | 2024.   |
| ---------- | ----- | ------- | ------- | ------- |
| Број људи: | 434   | 449     | 416     | 403     |
| Разлика:   |       | +3,45 % | -7,34 % | -3,12 % |

| Година:    | 2023. | 2024.   |
| ---------- | ----- | ------- |
| Број људи: | 402   | 403     |
| Разлика:   |       | +0,24 % |

Према подацима о броју становника из 2011. године насеље је имало 434 становника.